# كعر
الكُعْر (الاسم العلمي: Onopordum heteracanthum)، جنبة شوكية معمرة من جنس الشكاعى وفصيلة النجمية. أعطانها في السعودية والأردن ولبنان وأفغانستان وسوريا وفلسطين وإيران والقوقاز.